# Fordon (Bydgoszcz)
Fordon – jednostka administracyjna (dzielnica) Bydgoszczy leżąca w Dolinie Fordońskiej nad Wisłą, licząca około 72 tys. mieszkańców (koniec 2014), do 1973 roku samodzielne miasto. Nazwa „Fordon” pochodzi od pobieranego kiedyś cła rzecznego. Jest to największa dzielnica Bydgoszczy pod względem powierzchni i liczby ludności.
Fordon uzyskał lokację miejską w 1382 roku na prawie chełmińskim, ponowioną następnie na prawie magdeburskim w 1424 roku.

## Położenie

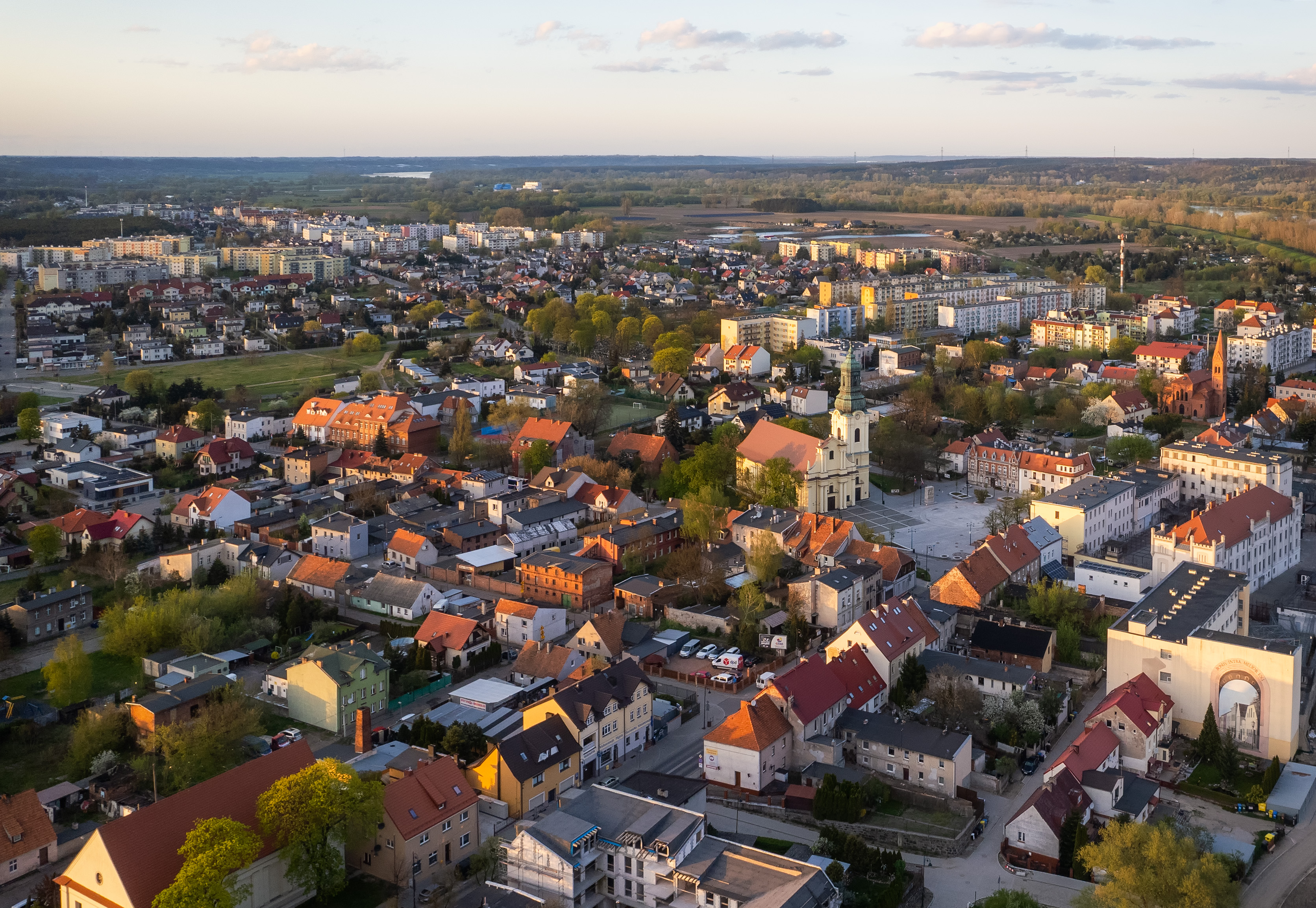
Stary Fordon

Dzielnica Fordon usytuowana jest w północno-wschodniej części miasta Bydgoszczy i złożona zasadniczo z trzech jednostek urbanistycznych: Fordonu I (taras dolny część zachodnia), Fordonu II (taras dolny część wschodnia) oraz Fordonu – Górny Taras. Ostatnia z jednostek wraz ze Zboczem Fordońskim zaliczana jest niekiedy do tzw. Północnego Pasa Rekreacyjnego Bydgoszczy.
Dzielnica od zachodu sąsiaduje z Lasem Gdańskim, od południa z osiedlami: Brdyujście i Siernieczek. Granicą wschodnią i częściowo południową jest Wisła, która wraz z granicą północną pokrywa się z granicą terytorium administracyjnego Bydgoszczy.
Pod względem fizycznogeograficznym dzielnica Fordon należy do trzech makroregionów. W związku z tym środowisko przyrodniczo-geograficzne jest tu zróżnicowane na stosunkowo niewielkim obszarze. Część północno-zachodnia (górny taras) należy do Pojezierza Południowopomorskiego, mezoregionu Wysoczyzna Świecka i mikroregionów Zbocze Fordońskie i Wysoczyzna Osielska (90–95 m n.p.m.). Część północno-wschodnia (Pałcz, Łoskoń) należy do makroregionu Dolina Dolnej Wisły, mezoregionu Dolina Fordońska i mikroregionu Przełom Doliny Wisły. Pozostała część należy do makroregionu Pradolina Toruńsko-Eberswaldzka, mezoregionu Kotlina Toruńska i mikroregionu Miasto Bydgoszcz. Enklawa Mała Kępa na prawym brzegu Wisły należy do mikroregionu Łęgi Ostromeckie. Granicą makroregionów jest w części północnej 40–50 metrowe Zbocze Fordońskie z systemem malowniczych jarów i dolinek erozyjnych. Ciągnie się ono z zachodu na wschód, osiągając kulminację południowo-wschodnią na Górze Szybowników, po czym zakręca na północ, stanowiąc zachodnią krawędź Doliny Dolnej Wisły. Teren Fordonu znajduje się w obrębie trzech zasadniczych poziomów:
- wysoczyzny morenowej na górnym tarasie (ok. 90–95 m n.p.m.)
- terasy VI pradoliny Wisły (dolny taras część zachodnia 55 m n.p.m.)
- teras holoceńskich I – V w pobliżu Wisły (dolny taras część wschodnia i południowa 30–48 m n.p.m.)

Wysoczyzna morenowa położona jest ok. 45 m wyżej od dolnego tarasu, na którym progami o wysokości od kilku do kilkunastu metrów oddzielone są poszczególne terasy dolinne. Godny uwagi jest m.in. „klifowy” brzeg Wisły o wysokości ok. 20 m ciągnący się na długości ok. 1 km od Brdyujścia poprzez Wyszogród do parku Milenijnego, który stanowi podmywaną przez Wisłę krawędź terasy IV, a także próg oddzielający terasy nadzalewowe III i IV, ciągnący się wzdłuż ul. Altanowej. Warto dodać, że terasy I i II położone wzdłuż Wisły na osiedlu Niecponie, Powiśle i Łoskoń, stanowiły jeszcze w I połowie XIX wieku teren koryta roztokowego Wisły, osuszony podczas regulacji rzeki i zabezpieczony wałem przeciwpowodziowym w latach 80. XX w. Teren dolnego tarasu wznosi się skokowo w kierunku południowo-zachodnim, gdzie znajduje się piaszczysta terasa pradolina, stanowiąca dno dawnej Pra-Wisły płynącej na zachód do Morza Północnego. Pokrywają ją piaski eoliczne przewiane podczas okresu subarktycznego po ostatnim zlodowaceniu.
W pobliżu zachodniej granicy Fordonu przebiega wododział Brdy. W związku z tym cieki z obszaru Fordonu zasilają Wisłę bezpośrednio lub pośrednio. Najwięcej z nich spływa z Wysoczyzny Osielskiej poprzez jary w Zboczu Fordońskim i następnie znika w piaskach dolnego tarasu, zasilając wody podziemne. Na osiedlu Powiśle i Łoskoń znajdują się starorzecza będące pozostałością dawnego koryta Wisły.
Historycznie w skład obecnej dzielnicy Fordon wchodzą obszary przyłączone do Bydgoszczy w 1920, 1973 i 1977 roku. Zachodnie rubieże obecnego Fordonu to północna część gminy Fordonek (między ul. Jasiniecką, Fordońską, Korfantego) wcielonej do miasta Bydgoszczy w 1920 roku. Centralna i południowa część dzielnicy przylegająca do Wisły wraz z Fordonem lokacyjnym to obszar Fordon – dolny taras (830 ha) włączony 1 stycznia 1973 roku. Północna część dzielnicy Fordon składa się z czterech obszarów włączonych do Bydgoszczy 1 sierpnia 1977 roku: zachodniej części wsi Czarnówko (620 ha), wsi Mariampol (674 ha, obecny górny taras), fragmentu terytorium wsi Jarużyn (47 ha) oraz wsi Łoskoń (843 ha). Należy zaznaczyć, że w skład dzielnicy Fordon wchodzi również enklawa Mała Kępa (5,5 ha) leżąca na prawym brzegu Wisły, która nawiązuje do dawnego Zawiśla (199 ha) – terenu po wschodniej stronie zakola Wisły należącego do Bydgoszczy w latach 1920–1939 i 1945–1954. Małą Kępę włączono do terytorium Bydgoszczy w 1973 roku.

### Ludność
W 1970 roku Stary Fordon zamieszkiwało 8,7 tys. osób. 20 lat później, w 1990 roku Stary i Nowy Fordon, zasiedlony nowymi mieszkańcami wprowadzającymi się do sukcesywnie oddawanych bloków mieszkalnych – liczył 53 tys. osób. Liczba mieszkańców wzrastała do 1998 roku, kiedy odnotowano 71 tys. osób, po czym zaczęła nieznacznie spadać. W 2007 roku Fordon liczył 69,2 tys. Od tego czasu rozpoczął się ponowny wzrost, co wiązać należy z rozwojem budownictwa mieszkaniowego zwłaszcza na osiedlach: Zofin, Pałcz, Nad Wisłą, Akademickim oraz Eskulapa. W 2014 roku dzielnicę Fordon zamieszkiwało 71,85 tys. osób. Niemal wszyscy mieszkańcy posiadają swoje domy na dolnym tarasie Fordonu, taras górny do 2012 roku pozostawał niezurbanizowany (z wyjątkiem dawnej wsi Mariampol).

## Historia
Miejscowość Wyszogród została wzmiankowana po raz pierwszy w 1113 roku w kronice Galla Anonima, w której opisał on zdobycie w 1112 roku Wyszogrodu przez Bolesława Krzywoustego. W ich wyniku gród został spalony, a jego odbudowa trwała wiele lat. Według pierwszego znanego dokumentu z 1145 roku właścicielem Wyszogrodu był Janusz Wojsławic z rodu Powałów. Wiadomo, że za czasów Powałów funkcjonował targ, karczmy i komora celna. Erygowano też parafię wyszogrodzką. W tym czasie był to ważny gród obronny na południu Pomorza Gdańskiego, strzegący przeprawy przez Wisłę. W 1242 roku książę kujawski Kazimierz Konradowic zbrojnie, przy pomocy wojsk krzyżackich, przejął kasztelanię wyszogrodzką. Podczas rozbicia dzielnicowego gród przez krótki czas był stolicą księstwa wyszogrodzko-bydgoskiego. Przez następne lata kasztelania wielokrotnie zmieniała swoją przynależność, by wreszcie w 1296 roku za sprawą Władysława Łokietka, zostać włączoną do księstwa inowrocławskiego. Z uwagi na duże znaczenie strategiczne, 12 maja 1330 roku gród został – rzekomo w odwecie za liczne napady – zaatakowany przez Krzyżaków pod wodzą komtura ziemi chełmińskiej Ottona von Lauterberga. W bitwie zginęła 200-osobowa załoga, a twierdza została spalona i doszczętnie zburzona. Mieszkańcom Wyszogrodu nakazano się przenieść w inne miejsce, 2 km na północny wschód.
21 października 1382 roku książę Władysław Opolczyk ulokował miasto na prawie chełmińskim w obecnym miejscu. W dniu 3 lipca 1424 roku król Władysław Jagiełło wydał nowy przywilej lokacyjny na prawie magdeburskim, używając po raz pierwszy obecnej nazwy Fordon. W roku 1600 ówczesny proboszcz Baltazar Miaskowski wzniósł murowany kościół rzymskokatolicki pod wezwaniem św. Mikołaja. Około 1617 roku miasto doszczętnie zniszczył ogromny pożar, do tego stopnia, że król zwolnił mieszczan od płacenia podatków. W 1656 roku całkowitą zagładę przyniósł miastu potop szwedzki. Szwedzi spalili miasto. Rozmiar zniszczeń był tak wielki, że ludność nie była w stanie odbudować swych domostw. W 1665 roku podjęto decyzję o odbudowie kościoła. W mieście mieszkało wielu Żydów, z tego powodu w roku 1699 zbudowano nową synagogę (poprzednia została zniszczona podczas potopu szwedzkiego). Początek XVIII w. przyniósł największe zniszczenia dla Fordonu. Wojna północna przyczyniła się do wyludnienia miasta, ponadto wielokrotne pożary, a także powódź spowodowały, że w 1726 roku pisano o Fordonie jako o „ubogim miasteczku”.

### Zabór pruski
5 grudnia 1772 roku – w wyniku pierwszego zaboru pruskiego – Fordon znalazł się pod panowaniem Prus. Po niedługim czasie miasto wcielono do Księstwa Warszawskiego, a 6 czerwca 1812 roku w pobliżu odpoczywał wraz ze swoim wojskiem cesarz Napoleon Bonaparte. W 1831 spośród 2 tys. mieszkańców Fordonu prawie 1,5 tys. stanowili Żydzi. W 1853 roku w byłym budynku komory celnej utworzono dom poprawczy (późniejsze więzienie) dla kobiet. W 1859 roku powstała Ochotnicza Straż Pożarna, dla której w 1909 roku wybudowano remizę. W latach 1877–1879 wybudowano kościół ewangelicki pod wezwaniem św. Jana. Koniec XIX w. i początek XX w. to epoka rozwoju przemysłu. W tym czasie powstało wiele przedsiębiorstw i fabryk, m.in. tartak (1889 r.), cegielnia (1889 r., rozebrana w lipcu 2014), fabryka papy dachowej (1895 r.) i wiele innych. W latach 1891–1893 wybudowano most fordoński według projektu prof. Georga Christopha Mehrtensa. Koszt jego budowy wyniósł 10 mln marek w złocie.

### W odrodzonej Polsce

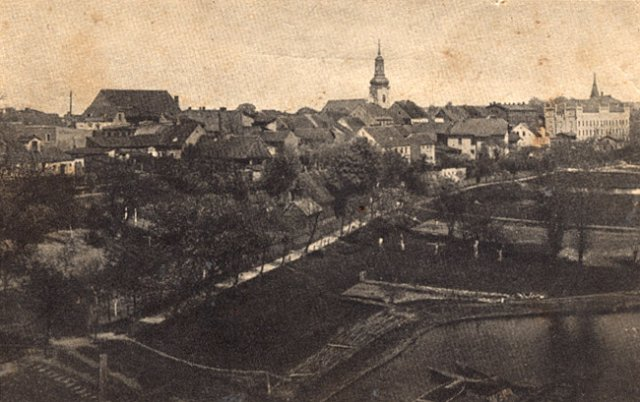
Fordon w okresie międzywojennym

20 stycznia 1920 roku miasto zostało uroczyście przejęte przez władze polskie. W okresie międzywojennym w mieście istniała szkoła szybowcowa i lotnisko dla szybowców. W 1927 mieszkańcy miasteczka mogli obserwować statek, którym przewożono na Wawel zwłoki Juliusza Słowackiego. We wrześniu 1939 roku miasto zostało włączone do Trzeciej Rzeszy. Podczas II wojny światowej w Dolinie Śmierci na fordońskich „górkach” Niemcy wymordowali kilka tysięcy mieszkańców Bydgoszczy i Fordonu, co upamiętniają pomnik i groby ofiar. 26 stycznia 1945 roku cofające się wojska niemieckie zniszczyły fordoński most, a następnego dnia Fordon został wyzwolony spod okupacji hitlerowskiej. W I połowie 1945 w mieście sformowano 47 pułk piechoty, wchodzący w skład 14 Dywizji Piechoty. W 1949 roku do granic miasta przyłączono północne wsie Pałcz i Łoskoń. W 1963 r. zorganizowano Fordońską Spółdzielnię Mieszkaniową, która do 1969 r. zbudowała 3 bloki, a do 1972 r. kolejne 6 bloków.

### Przyłączenie do Bydgoszczy

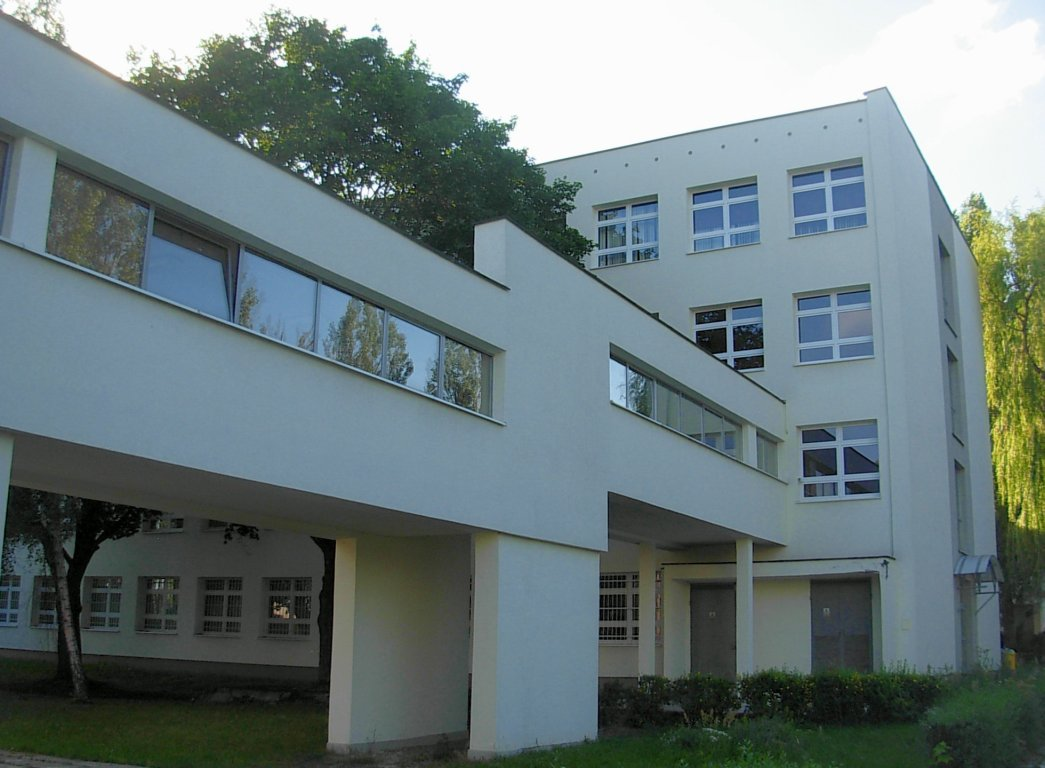
Fragment kampusu Politechniki Bydgoskiej wzniesionego w latach 70. XX wieku

Koncepcja włączenia Fordonu do Bydgoszczy pojawiła się w związku z bliskim sąsiedztwem i szukaniem nowych terenów dla budownictwa mieszkalnego. Jeszcze w maju 1964 roku Wojewódzka Rada Narodowa w Bydgoszczy przyjęła uchwałę, według której scalenie obydwu ośrodków miałoby nastąpić w 1970 roku. W marcu 1968 roku odbyło się pierwsze z wielu zebrań i konsultacji Prezydium Miejskiej i Powiatowej Rady Narodowej w Bydgoszczy. W roku kolejnym podjęto decyzję o wybudowaniu na granicy Fordonu i Bydgoszczy Zespołu Szkół Wyższych – ATR, co miało przesądzić o połączeniu obu ośrodków. Początkowo radni z Fordonu sprzeciwiali się połączeniu obydwu miast, a swoją zgodę wyrazili dopiero w listopadzie 1972 roku. W dniu 8 grudnia 1972 roku podjęto uchwałę o przyłączeniu Fordonu do Bydgoszczy. Weszła ona w życie z dniem 1 stycznia 1973 roku. W chwili przyłączenia Fordon liczył 8500–8700 mieszkańców i zajmował obszar niespełna 840 ha. Prace przygotowawcze do połączenia obu miast prowadziła specjalna komisja obydwu miejskich rad narodowych, funkcjonująca dopiero od grudnia 1972. W efekcie połączenia Fordon uzyskał drugą (po linii 101) linię komunikacji miejskiej (65 – początkowo z ul. Wyścigowej), obniżenie cen wody oraz wysokości opłat najmu za lokale komunalne. Dopiero pod koniec 1973 roku kosztem 1 mln ówczesnych złotych obniżono stawki za połączenia telefoniczne (aż do tamtej pory taryfikowane jak za rozmowy międzymiastowe). Połączenie obydwu miast spowodowało również konieczność przemianowania aż 51 nazw ulic, dublujących się z nazwami ulic w Bydgoszczy.
Początkowy projekt dzielnicy przewidywał zabudowę zarówno dolnego, jak i górnego tarasu Fordonu dla 150 tys. mieszkańców oraz budowę linii tramwajowej i nowego Kanału Bydgoskiego w okolicach obecnej ulicy Twardzickiego. Plany zostały okrojone z powodu kryzysu ekonomicznego. Wznoszenie nowych osiedli rozpoczęło się w 1981 roku. W połowie lat 90. w dzielnicy ukończono następujące osiedla, podzielone według Fordońskiej Spółdzielni Mieszkaniowej: Bohaterów (1981–1985; 6,5 tys. mieszk.), Bajka (od 1983; 7 tys.), Szybowników (od 1985; 7 tys.) i Przylesie (od 1985; 8,5 tys.) oraz wybudowane nowym systemem budowlanym Tatrzańskie (1988–1992; 8,5 tys.) i Niepodległości (1,5 tys.). Osiedle Nad Wisłą stanowi kontynuację osiedla o tej samej nazwie wybudowanego w latach 60. XX wieku.

### III Rzeczpospolita

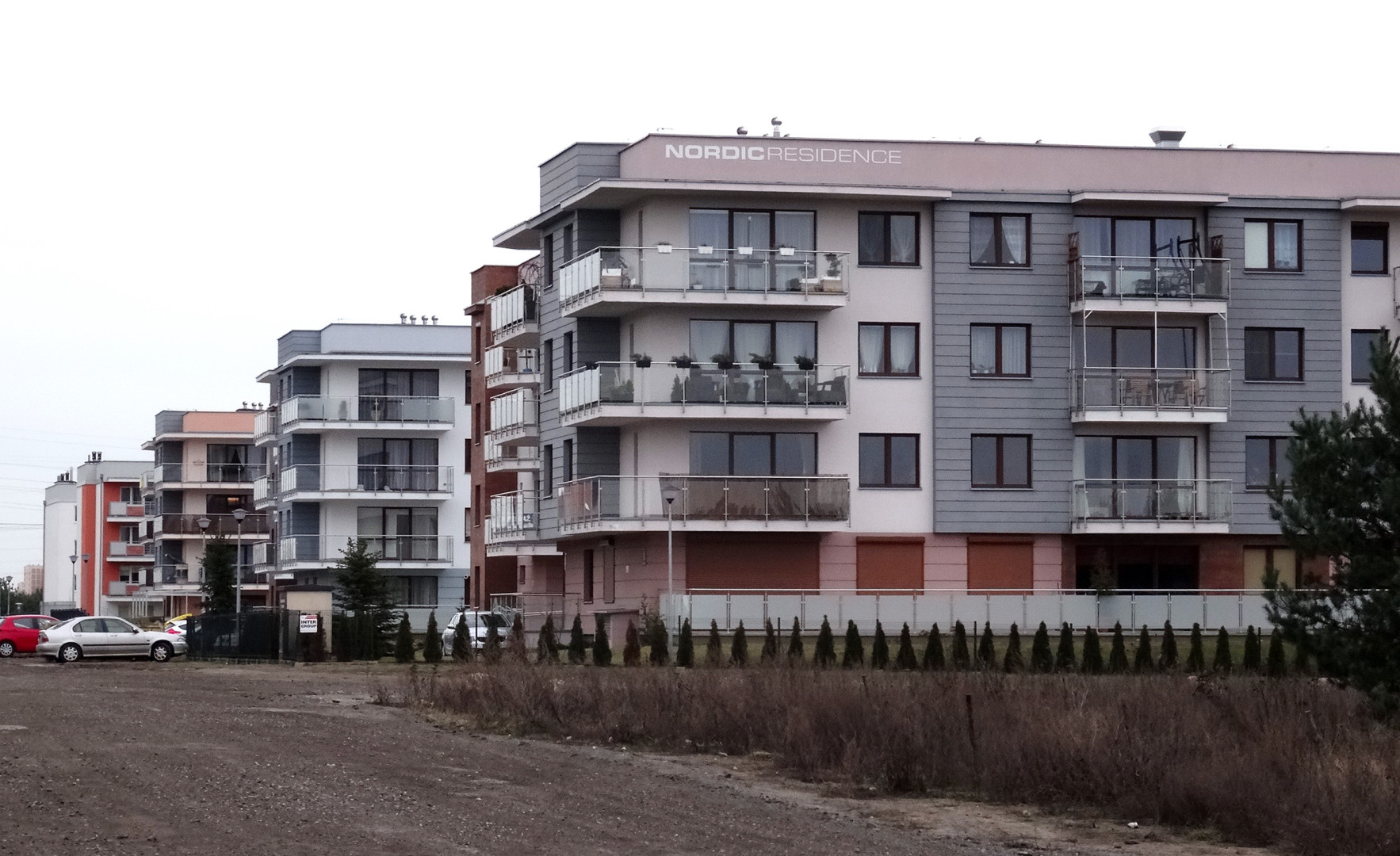
Nowa zabudowa dzielnicy na osiedlu Eskulapa

W roku 2014 przystąpiono do budowy linii tramwajowej łączącej Fordon z centrum miasta (oddanej do użytku 16 stycznia 2016), a w 2015 – ul. Wyzwolenia w obrębie Starego Fordonu. W latach 2016–2018 przewidywano remonty ulic Bydgoskiej, Promenada, Zakładowej, Frycza-Modrzewskiego, fragmentów ulic Nad Wisłą, Filomatów, Rybaki i Kapeluszników, wydłużenie ul. Ordynackiej od Sikorskiego do Cierpickiej oraz budowę parkingu przy ul. Rybaki. Ponadto planowane jest stworzenie chodnika i drogi rowerowej na ul. Promenada oraz ścieżek wzdłuż nabrzeża z małą architekturą (ławki, kosze, stojaki rowerowe, siłownie plenerowe), a także budowa niewielkiego portu na bulwarach, na przedłużeniu ul. Frycza-Modrzewskiego. Na umocnionym nasypie u podnóża skarpy przewidywana jest także promenada wzdłuż Wisły do ul. Rybaki o szerokości co najmniej 6,5 m, przechodząca następnie w ścieżkę na wale przeciwpowodziowym. Przewidziane koszty rewitalizacji szacowano na 50 mln zł, ale ostatecznie prace podjęto dopiero w 2019 roku, kiedy przeprowadzono remont ulic Mącznej, Piekary, Rakowej, Góralskiej, Przy Bóżnicy oraz Rynek. Również w 2019 nowej nawierzchni doczekała się ul. Bydgoska, którą oddano do użytku 22 sierpnia. W końcu września 2019 ogłoszono z kolei przetarg na rewitalizację Rynku w trybie „projektuj i buduj” (szacunkowa wartość zamówienia 4,75 mln zł), przewidujący zwiększenie udziału zieleni, nawierzchnię z kamiennej kostki (z dawnym herbem miasta), instalację eleganckiego oświetlenia i fontanny. Złożone oferty opiewały na kwoty od 6,56 mln zł do 9,89 mln zł, co znacząco przekroczyło zakładany kosztorys (4,75 mln zł, z możliwością zwiększenia do 6,7 mln zł) i stało się przyczyną unieważnienia postępowania w styczniu 2020 i ogłoszenia kolejnego przetargu miesiąc później. W jego efekcie doszło do wyboru wykonawcy (Steinbudex J.M) za kwotę 7,38 mln zł, wobec zakładanego pierwotnie przez miasto budżetu w wysokości niespełna 6,52 mln zł. Budowę nabrzeży nad Wisłą rozpoczęto w grudniu 2020, a przetarg na przebudowę ulic Promenada, Filomatów, Zakładowa, Frycza-Modrzewskiego, Kapeluszników i północnej części ul. Rybaki, wraz z zagospodarowaniem terenów zielonych nad Wisłą i budową tam placu zabaw, boiska do siatkówki, ścianki wspinaczkowej, skateparku i toru rowerowego, rozstrzygnięto dopiero w 2021, powierzając 5 marca 2021 realizację tego wartego 25 mln zł zadania firmie Strabag, z 2-letnim terminem realizacji. Wymagało to zwiększenia budżetu na inwestycję o 3,4 mln zł.
W ramach przebudowy fordońskiego Rynku, 16 sierpnia 2021 znajdujący się tu pomnik został przesunięty o 14 metrów w kierunku kościoła. Na obszarze Rynku przeprowadzono prace archeologiczne, odkrywając pochówki znajdujące się w miejscu funkcjonującego do 1782 r. cmentarza przykościelnego z przełomu XIV i XV wieku i znajdującej się tu niegdyś drewnianej kaplicy, a także grób skrzynkowy (popielnicowy). Odrestaurowany Rynek oddano do użytku 3 czerwca 2022, a więc z półrocznym opóźnieniem względem planowanego w umowie terminu 19 listopada 2021.
W II dekadzie na obszarze dzielnicy powstało kilka murali, wykonanych m.in. przez więźniów i bezdomnych. Mieszkańcy schroniska przy ul. Fordońskiej na betonowym ogrodzeniu namalowali pod okiem artystów własne twarze, natomiast więźniowie na ścianie budynku przy ul. Bora-Komorowskiego umieścili rybaka, łowiącego, a następnie wypuszczającego rybę. Swój projekt nazwali Płynąć do wolności.
17 kwietnia 2019 po godz. 15:00 na fordońskich górkach, w okolicy Doliny Śmierci, doszło do pożaru 29 ha lasów. Słup dymu był widoczny z odległości kilkudziesięciu kilometrów. Z ogniem walczyło niemal 100 strażaków (26 zastępów), a do akcji gaśniczej użyto samolotu Dromader. 30 czerwca 2019 doszło do kolejnego pożaru lasu, tym razem między Centrum Onkologii a osiedlem Eskulapa.

## Rekreacja
Dzielnica Fordon obfituje w tereny zielone. Stanowią one jedną trzecią całej powierzchni jednostki. Na całym obszarze Fordonu uwzględniającym dolny i górny taras znajduje się 28,5 ha terenów zieleni urządzonej i 1007,9 ha zieleni nieurządzonej. Większość zieleni utrzymywanej przez służby miejskie znajduje się w centralnej części dzielnicy: Są to m.in. park Milenijny nad Wisłą, skwer przy ul. Andersa, park leśny przy ul. Skarżyńskiego, skwery w Starym Fordonie oraz Dolina Śmierci.
Duże obszary zieleni nieurządzonej o funkcji krajobrazowej i ochronnej zlokalizowane są na górnym tarasie Fordonu (ponad 500 ha), w pobliżu ul. Rejewskiego oraz nad Wisłą. Ofertę środowiskową uzupełniają lasy, rozmieszczone enklawami na dolnym tarasie, wzdłuż Zbocza Fordońskiego oraz otaczające dzielnicę od północy (Las Jastrzębie) i zachodu (Las Gdański). Charakter grądu, z przewagą dębu ma Las Jarużyński, położony w północnej części Fordonu (Zofin, Mariampol, Jarużyn). W rejonie Strzelec i Gądcza zbocze Doliny Wisły porastają buczyny, a miejscami spotyka się jaskinie.
Na terenie dzielnicy znajdują się trzy duże kompleksy przyrodniczo-rekreacyjne, potencjalnie o znaczeniu ogólnomiejskim:
1. Strefa nadwiślańska obejmująca teren zalewowy oraz nabrzeża Wisły od toru regatowego, poprzez Wyszogród, Stary Fordon w dół Wisły
2. Zbocze Fordońskie oraz fragment górnego tarasu (ok. 290 ha), wchodzące w skład Parku Krajobrazowego Doliny Dolnej Wisły, z trzema symbolami dzielnicy: Doliną Śmierci, Górą Szybowników i Dębem Napoleona.
3. Park przy ulicy Rejewskiego (ok. 60 ha) wraz z akwenami, o dużej przejrzystości wody

Miejskie plany zagospodarowania terenu zmierzają do utworzenia na terenie Fordonu kilku parków osiedlowych, które byłyby miejscem pierwszego kontaktu rekreacyjnego dla mieszkańców: terenu u zbiegu ulic: Andersa i Akademickiej, przy ul. Generała Augusta Fieldorfa „Nila” oraz między ulicami Andersa i Wyzwolenia.
W 2018 nieopodal dawnej pętli autobusowej Mariampol, między ul. Wyzwolenia a stadniną koni i w pobliżu przystanku tramwajowego Łoskoń powstała trasa spacerowa o długości 1 km, przypominająca historię czterech dawnych wsi, które istniały przed przyłączeniem tych terenów do Bydgoszczy: Mariampola, Zofina, Pałcza i Łoskonia. Atrakcja powstała w ramach Bydgoskiego Budżetu Obywatelskiego.
W początku 2021 przy ul. Hallera ze środków budżetu obywatelskiego powstała minitężnia solankowa.

### Obiekty sportowe
Na terenie dzielnicy Fordon w 2012 roku znajdowały się następujące obiekty sportowe:
- 4 kompleksy typu Orlik 2012 (ul. Piwnika Ponurego 10, ul. Golloba 7, ul. Generała Augusta Fieldorfa „Nila” 3, ul. Kromera 11)
- 5 boisk wielofunkcyjnych
- 2 hale sportowe (ul. Kromera 11)
- 4 baseny kryte (XV LO ul. Generała Augusta Fieldorfa „Nila” (d. Berlinga) 13, „Ikar” SP65 – ul. Golloba 7[51], ul. Romanowskiej 2, „Aqua Fordon” przy SP nr 67 przy ul. Kromera 11[52]; przetarg na budowę tego 3-kondygnacyjnego obiektu, ogłoszony w 2018 z terminem realizacji pierwotnie do lata, a ostatecznie do października 2020)[53][54] został wygrany przez Strabag z ofertą o wartości 32,8 mln zł. Powierzchnia użytkowa wynosi blisko 5 tys. m kw., powierzchnia zabudowy 2772 m kw., a wysokość 15 metrów[55]. W skład obiektu wchodzą 25-metrowy, 6-torowy basen pływacki (wyposażony w dźwig dla osób niepełnosprawnych) o głębokości od 1,2 do 1,8 m i szerokości 12,5 m oraz 12,5-metrowy basen rekreacyjny i do nauki pływania, a także grzybek wodny, rwąca rzeka, ławeczka z masażem, gejzer wodny z oświetleniem podwodnym, brodzik dla dzieci wymagających opieki rodziców o głębokości od 15 do 30 cm ze zjeżdżalnią, wanny do hydromasażu, jacuzzi z oświetleniem podwodnym, rura-zjeżdżalnia o długości około 58 m wyposażona w multimedia, kompleks SPA (2 suche sauny fińskie z natryskami) oraz kompleks rekreacyjny (siłownia i sala fitness). Na widowni zaplanowano 159 miejsc[56]. Planowane oddanie do użytku zostało przełożone z 16 października 2020[57] na 15 stycznia 2021[58][59] i ostatecznie na maj 2021[60].
- 1 stadion sportowy (ul. Sielska 12, dawna Wisła Fordon, w gestii Zawiszy Bydgoszcz)
- 1 kryte lodowisko (ul. Golloba 7)
- 3 korty tenisowe (ul. Generała Augusta Fieldorfa „Nila” 3, ul. Piwnika Ponurego 10, ul. Andersa/Akademicka)
- 1 tor speedrowerowy (ul. Wiszniewskiego)
- 1 skatepark (przy ul. Piwnika-Ponurego 10)
- 1 tor rowerowy MTB/BMX Fordoniak Trails (przy ul. Wiszniewskiego)

W ramach rozwoju Bydgoskiego Węzła Wodnego w Starym Fordonie nad Wisłą planowana jest budowa bulwarów, przystani i przystanku Tramwaju Wodnego.

### Drogi rowerowe
Dzielnica posiada ścieżki rowerowe biegnące m.in. wzdłuż ul. Fordońskiej, Rejewskiego, Akademickiej, Lewińskiego, Twardzickiego, Wyzwolenia. Oddana do użytku w 2011 roku droga rowerowa łączy Fordon z Leśnym Parkiem Kultury i Wypoczynku w Myślęcinku. Studium transportowe Bydgoszczy przewiduje rozbudowę dróg rowerowych m.in. wzdłuż ul. Andersa, Bora-Komorowskiego, Wyszogrodzkiej, Skarżyńskiego, Cechowej. Wzdłuż brzegu toru regatowego oraz Wisły planowana jest budowa ścieżki rowerowej łączącej Stare Miasto z Fordonem. Przystankiem tej trasy jest m.in. grodzisko Wyszogród. Jej przedłużeniem jest szlak pieszo-rowerowy urządzony na koronie wałów przeciwpowodziowych w Fordonie, który umożliwia obserwację, a także bezpośrednią eksplorację zachodniego nabrzeża Wisły.

### Szlaki turystyczne
Przez Fordon przebiega kilka znakowanych pieszych szlaków turystycznych. Pierwszym z nich jest  szlak „Nadwiślański” prowadzący przez Las Gdański i górny taras w kierunku Świecia. Kolejny  szlak turystyczny „im. Jeremiego Przybory” prowadzi wzdłuż Zbocza Fordońskiego od Myślęcinka do Mariampola. Inny rozpoczynający się w Fordonie  szlak „Turystów pieszych TALK” prowadzi do Gościeradza.
Wzdłuż ul. Fordońskiej przebiega rowerowy szlak turystyczny Bydgoszcz-Toruń. Częściowo pokrywa się z nim szlak rowerowy „Dookoła Doliny Dolnej Wisły”, który biegnie ponadto wzdłuż ul. Twardzickiego. Kolejny szlak „Po Dolinie Wisły” wytyczono przez górny taras Fordonu i ul. Jasiniecką.

### Tereny chronione
Około połowa powierzchni dzielnicy Fordon leży w strefie obszarów przyrodniczo chronionych. Dotyczy to Zbocza Fordońskiego, które należy do Zespołu Parków Krajobrazowych Chełmińskiego i Nadwiślańskiego oraz górnego tarasu i dolnej części Zbocza Fordońskiego, należącego do Obszaru Chronionego Krajobrazu Północnego Pasa Rekreacyjnego Miasta Bydgoszczy.
Tereny zalewowe nad Wisłą włączone są do obszarów Natura 2000: Dolina Dolnej Wisły (obszar specjalnej ochrony ptaków) oraz Solecka Dolina Wisły.
W Fordonie znajduje się ponadto wiele pomników przyrody. Są to m.in. głaz narzutowy w pobliżu ul. Rejewskiego, dęby szypułkowe przy ul. Pod Skarpą, topole czarne w parku Milenijnym. Jedyny w swoim rodzaju jest Dąb Napoleona rosnący na Zboczu Fordońskim, którego wspominał Jeremi Przybora spędzający młodzieńcze lata w Fordonie. 13 września 2017 w rejonie planowanego Parku Akademickiego przy ul. Rejewskiego utworzono użytek ekologiczny.

## Podział na osiedla
Dzielnica Fordon podzielona jest na następujące osiedla (z zachodu na wschód):
1. Eskulapa – osiedle mieszkaniowe rozwijające się od 2000 r., mieści m.in. Centrum Onkologii im. prof. Franciszka Łukaszczyka, Centrum Rehabilitacji i Sportu, dom Sue Ryder
2. Akademickie – położone między ulicami: Akademicką i Fordońską, mieści m.in. kampus Politechniki Bydgoskiej oraz tereny leśne, w tym przeznaczone na park przy ul. Rejewskiego
3. Przylesie – najbardziej na zachód wysunięte fordońskie osiedle bloków wielorodzinnych (wznoszonych w okresie 1985–1988) oraz domów szeregowych rozbudowane w latach 80. i 90. XX w.; położone między ul. Akademicką, a Zboczem Fordońskim
4. Bohaterów – osiedle bloków wielorodzinnych (wznoszonych w okresie 1982–1985) położone między ul. Akademicką / Andersa, a Zboczem Fordońskim, od zachodu poprzez ul A. Fiedlera graniczy z osiedlem Przylesie,
5. Bajka – osiedle bloków wielorodzinnych (wznoszonych w okresie 1983–1986) ograniczone ulicami: Akademicką, Andersa i Brzechwy, dysponuje też terenem leśnym
6. Szybowników – osiedle bloków wielorodzinnych (wznoszonych w okresie 1985–1988) oraz domów szeregowych wzniesione w latach 80. i 90. XX w., położone u podnóża Góry Szybowników, ograniczone ulicami: Kleeberga, Andersa i Zboczem Fordońskim
7. Sielskie – niewielkie osiedle położone w centrum dzielnicy, między ul. Andersa, Brzechwy, Kasztelańską, a linią kolejową, mieści m.in. dawny stadion Wisły Fordon w gestii klubu Zawiszy Bydgoszcz
8. Wyszogród – osiedle położone między Wisłą a linią kolejową, mieszczące m.in. grodzisko Wyszogród i park Milenijny
9. Tatrzańskie – osiedle bloków wielorodzinnych (wznoszonych w okresie 1988–1992) położone u podnóża Zbocza Fordońskiego, ograniczone ulicami: Andersa, Orląt Lwowskich
10. Kasztelanka – osiedle położone między ulicami: Kasztelańską, Andersa, Ryńskiego, Swobodną, Wyzwolenia, od południa graniczące ze Starym Fordonem
11. Stary Fordon – położony między Wisłą na południu i wschodzie, ul. Ametystową na zachodzie i Kryształową na północy, mieści średniowieczne miasto lokacyjne Fordon, włączone w 1973 roku w skład miasta Bydgoszczy
12. Nad Wisłą – osiedle zlokalizowane na północ od Starego Fordonu, między ul. Kryształową, Ryńskiego, a Bortnowskiego na północy, mieści zabudowę wielo- i jednorodzinną
13. Niecponie – położone na wschód od osiedla Nad Wisłą, między granicą zabudowy na terenie nadzalewowym a Wisłą, mieści m.in. działki rekreacyjne, brak tu zabudowy z uwagi na możliwość zalania terenu w razie przerwania wałów przeciwpowodziowych; przed regulacją rzeki w końcu XIX wieku, istniały tu starorzecza oraz kępy przedzielone odnogami Wisły
14. Powiśle – obszar niezabudowany zlokalizowany na terenie zagrożonym zalaniem w razie przerwania wałów przeciwpowodziowych, położony między ul. Bora-Komorowskiego na zachodzie, Zofińską na południu, Sudecką na północy oraz Wisłą na wschodzie, przed regulacją Wisły w końcu XIX wieku znajdowało się tu roztokowe koryto rzeki
15. Pałcz – osiedle, którego nazwa nawiązuje do dawnej wsi, zabudowa mieszkaniowa wielorodzinna rozwijająca się po 2000 roku, położone między ul. Bora-Komorowskiego na wschodzie, ul. Andersa na zachodzie, ul. Geodetów na północy i ul. Bortnowskiego na południu
16. Niepodległości – osiedle bloków wielorodzinnych wznoszonych po 1990 roku, położone między ul. Andersa na wschodzie, ul. Pelplińską na zachodzie, ul. Geodetów na północy, a ul. Orląt Lwowskich na południu
17. Zofin – osiedle, którego nazwa nawiązuje do dawnej wsi, położone u podnóża Zbocza Fordońskiego, od południa graniczy z osiedlem Tatrzańskim (ul. Orląt Lwowskich), a od wschodu z osiedlem Niepodległości (ul. Pelplińska); zabudowa wielorodzinna i szeregowa rozwija się po 1990 roku
18. Łoskoń – obszar obejmujący północne rubieże dzielnicy Fordon, którego nazwa nawiązuje do dawnej wsi, rzadko zabudowany z uwagi na możliwość zalania terenu w razie przerwania wałów przeciwpowodziowych, mieści m.in. oczyszczalnię ścieków Fordon oraz dawne starorzecza, których geneza wiąże się z czasami przed 1870 rokiem, gdy Wisła nie była jeszcze uregulowana
19. Mariampol – osiedle, którego nazwa nawiązuje do dawnej wsi, o dość rzadkiej, lecz rozwijającej się zabudowie, położone na górnym tarasie Fordonu w pobliżu Lasu Jarużyńskiego; podzielone na Mariampol Górny i Dolny
20. Górny Taras – obszar ograniczony od południa i wschodu Zboczem Fordońskim, przeznaczony docelowo pod zabudowę mieszkaniową i usługową, do 2010 roku praktycznie niezabudowany, „fordoński interior” służący rekreacji mieszkańców dzielnicy

Niekiedy w skład szeroko pojętego Fordonu zalicza się również jednostkę urbanistyczną Brdyujście. Inwestorzy prywatni używają ponadto nazw handlowych, nie zatwierdzonych urzędowo, np. Osiedle Uniwersyteckie lub Osiedle Olimpijczyków.

## Obiekty

### Środowisko naturalne
- Bydgoskie zakole Wisły – fragment rzeki Wisły, naturalna wschodnia granica dzielnicy;
- Fordoński Przełom Wisły – mikroregion fizycznogeograficzny, początek Doliny Dolnej Wisły;
- Zbocze Fordońskie – mikroregion fizycznogeograficzny, promenada widokowa Fordonu;
- Góra Szybowników – wzgórze narożne Zbocza Fordońskiego;
- Dolina Śmierci – dolina erozyjna w Zboczu Fordońskim, miejsce masowego mordu dokonanego na Polakach i Żydach przez Selbstschutz oraz funkcjonariuszy Einsatzgruppen jesienią 1939;
- Park Milenijny.

### Obiekty sakralne i cmentarze
- Kościół św. Mikołaja – najstarszy kościół katolicki, obecnie neobarokowy z zachowanym dawnym, XVI-wiecznym prezbiterium;
- Kościół św. Jana Apostoła i Ewangelisty – neogotycki kościół poewangelicki zbudowany w latach 1872–1892;
- Kościół św. Marka Ewangelisty – parafia salezjańska;
- Synagoga w Bydgoszczy-Fordonie z połowy XVIII wieku;
- Sanktuarium Królowej Męczenników, Kalwaria bydgoska – Golgota XX wieku;
- Cmentarz katolicki św. Jana – najstarszy zachowany w Bydgoszczy cmentarz, istniejący od II połowy XVIII wieku;
- Cmentarz katolicki św. Mikołaja – cmentarz założony w 1926;
- Cmentarz żydowski w Bydgoszczy-Fordonie.

### Handel
- Galeria Fordon (ul. Skarżyńskiego), powstała w 2008 w miejscu planowanej wcześniej hali targowej[66]
- Park Handlowy Zofin (projektowany)
- Dyskonty (dwa Lidle, sześć Biedronek, dwa Carrefoury i Polomarkety, dwa Aldi (ul. Pelplińska i Andersena)[67], Kaufland, Netto, Twój Market)[68]. Ukończony w maju 2021 dyskont Dino u zbiegu ulic Bora-Komorowskiego i Marcińczaka[69].
- Drive Thru. Retail Park (w budowie od 2021; w miejscu hal produkcyjnych AGD firmy Domik), Fordońska 421[70].

### Inne
- Fordońska Szkoła Szybowcowa – jeden z większych w Polsce północnej ośrodków szkolenia szybowcowego, istniejący w latach 1933–1963
- Centrum Onkologii im. Prof. Franciszka Łukaszczyka – rozpoczęło swoją działalność 26 marca 1994 roku;
- Kompleks Politechniki Bydgoskiej (do 2006 roku Akademia Techniczno-Rolnicza, do 2021 roku Uniwersytet Technologiczno-Przyrodniczy im. Jana i Jędrzeja Śniadeckich);
- Most drogowo-kolejowy przez Wisłę (od marca 2008 Most Fordoński w Bydgoszczy im. Rudolfa Modrzejewskiego)[71], oddany do użytku 16 listopada 1893. Był to w tym czasie najdłuższy most w Królestwie Prus (1325 m). Dwukrotnie poważnie uszkodzony (1939 i 1945), po ostatniej odbudowie skrócony do 1005 m i częściowo przeniesiony m.in. do Brzegu w 1954;
- Zakład Karny Bydgoszcz-Fordon, utworzony w 1853;
- Misterium męki Pańskiej w Bydgoszczy, od 2001;
- Zakłady Zbożowe (Elewator Fordon) – dawna Słodownia Fordon; od 2001 Crisp Malt – spółka należąca do angielskiej grupy słodowniczej Crisp Malting Group, będącej częścią Anglia Maltings (Holdings). Rocznie dostarcza do browarów ok. 85 tys. ton słodu oraz 10 tys. ton jęczmienia obłuszczonego, co oznacza zapotrzebowanie na jęczmień browarny w ilości ponad 110 tys. ton[72].
- Cegielnia Fordon, obecnie Cegielnie Polskie, zespół fabryczny wyburzony w lipcu 2014[73]; w jego miejscu planowana budowa osiedla 18 budynków mieszkalnych[74]
- Centrum Kultury Katolickiej „Wiatrak”;
- Kuczka przy ul. Kapeluszników 2[75], na jej poddaszu w październiku 2021 odnaleziono oryginalną Torę sprzed 1939[76].
- Młodzieżowy Dom Kultury nr 5;
- Ochotnicza Straż Pożarna Bydgoszcz – Fordon, ul. Mączna, z tradycją sięgającą 1859 roku[77].